# منازری
منازری (به لاتین: Manazary) یک منطقهٔ مسکونی در ماداگاسکار است که در میاریناریوو (بخش) واقع شده‌است. منازری  ۳۷٬۰۰۰ نفر جمعیت دارد و ۱٬۲۷۱ متر بالاتر از سطح دریا واقع شده‌است.